# Giovanni Calabria
Giovanni Calabria (8. října 1873, Verona – 4. prosince 1954, tamtéž) byl italský římskokatolický kněz, zakladatel kongregace Chudých služebníků Božské Prozřetelnosti a kongregace Chudých služebnic Božské Prozřetelnosti. Katolická církev je uctívá jako světce.

## Život

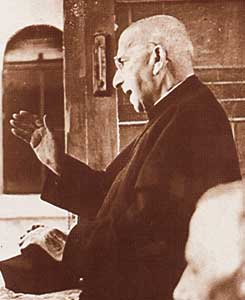
Fotografie

Narodil se ve Veroně dne 8. října 1873 jako nejmladší ze sedmi dětí Luigimu Calabriovi a Angele Foschi. Učitelem jeho matky byl kněz a misionář Nicola Mazza. Po smrti jeho otce roku 1882 byl nucen opustit školu a pracovat jako číšník, ale Pietro Scapini, který viděl jeho potenciál, se stal jeho soukromým učitelem, aby jej připravil na přijímací zkoušky na kněžský seminář, kam byl posléze přijat. Během období vojenské služby obracel své společníky na víru.
Jedné chladné listopadové noci roku 1897 se vrátil domů z nemocnice, kde navštěvoval nemocné, když u dveří svého domu našel dítě, které mu řeklo, že utíká před těmi, kteří se ho chystají bít. Od té chvíle o to dítě pečoval a sdílel s ním svůj pokoj. V roce 1898 založil „Dobročinný ústav pro pomoc chudým nemocným lidem“ a poté zřídil další domovy pro opuštěné dospívající. Po absolvování formace byl dne 11. srpna 1901 vysvěcen na kněze pro diecézi Verona a poté byl ustanoven zpovědníkem a vikářem při kostele sv. Štěpána. V roce 1907 se stal rektorem při San Benedetto del Monte.
Dne 26. listopadu 1907 založil mužskou řeholní kongregaci Chudých služebníků Božské Prozřetelnosti a dne 17. dubna 1910 založil ženskou řeholní kongregaci Chudých služebnic Božské Prozřetelnosti. Tyto jím založené kongregace se poté značně rozrostly.
Dne 8. září 1943, během druhé světové války, pomohl ukrýt židovskou lékařku Mafaldu Pavii v řeholním domě jím založené kongregace. Ta zde poté pod řeholním jménem Beatrice strávila osmnáct měsíců v přestrojení za sestru. Dopisoval si s významným spisovatelem anglikánského vyznání Clivem Staplesem Lewisem.
Zemřel dne 4. prosince 1954 ve Veroně poté, co se 3. prosince nabídl Bohu jako oběť za nemocného nemocného papeže Pia XII. Papež také po jeho smrti poslal oficiální kondolenční telegram.

## Úcta
Jeho beatifikační proces započal dne 6. března 1981, čímž obdržel titul služebník Boží. Dne 16. ledna 1986 jej papež sv. Jan Pavel II. podepsáním dekretu o jeho hrdinských ctnostech prohlásil za ctihodného. Dne 16. března 1987 byl uznán první zázrak na jeho přímluvu, potřebný pro jeho blahořečení.
Blahořečen pak byl dne 17. dubna 1988 v bazilice sv. Petra papežem sv. Janem Pavlem II. Dne 7. července 1997 byl uznán druhý zázrak na jeho přímluvu, potřebný pro jeho svatořečení. Svatořečen pak byl dne 18. dubna 1999 na Svatopetrském náměstí papežem sv. Janem Pavlem II.
Jeho památka je připomínána 4. prosince. Bývá zobrazován v kněžském oděvu. Je patronem jím založených kongregací.